# Santi Urbano e Lorenzo a Prima Porta (diaconia)
Santi Urbano e Lorenzo a Prima Porta (in latino Diaconia Sanctorum Urbani et Laurentii ad Primam Portam) è una diaconia istituita da papa Giovanni Paolo II nel 1994.

## Titolari
- Gilberto Agustoni (26 novembre 1994 - 24 febbraio 2005); titolo pro hac vice (24 febbraio 2005 - 13 gennaio 2017 deceduto)
  - Vacante (2017-2023)
- Víctor Manuel Fernández, dal 30 settembre 2023